# Norik Vardanian
Norik Vardanian, auch Norayr Wardanjan, (* 15. Mai 1987 in Gjumri) ist ein armenisch-amerikanischer Gewichtheber.
Er ist der Sohn von Jurik Wardanjan, dem Leichtschwergewicht-Olympiasieger der Olympischen Spiele 1980. Seine Familie wanderte 1992 von Armenien in die USA aus. Er war mit 355 kg US-Meister 2008 in der Klasse bis 94 kg. Im selben Jahr nahm er an den Studentenweltmeisterschaften in Komotini teil und wurde Siebter im Stoßen, im Reißen hatte er allerdings keinen gültigen Versuch. 2009 nahm er an den Panamerikanischen Meisterschaften in Chicago teil. Nach einer ersten Dopingsperre 2009 trat er für Armenien an und wurde bei den U23-Europameisterschaften 2010 Fünfter. Bei den Panamerikanischen Spielen 2015 trat Vardanian wieder für die Vereinigten Staaten an. In Toronto gewann er mit 362 kg die Silbermedaille.

## Mehrfache Dopingvergehen
2009 nahm er an den Panamerikanischen Meisterschaften in Chicago teil. Bei der Dopingkontrolle wurde er jedoch positiv getestet und vom Weltverband IWF für sechs Monate gesperrt. Am 6. Oktober 2016 veröffentlichte die IWF, dass Vardanian auch bei  den Olympischen Spielen 2012 in London gedopt war. Er hatte Dehydrochlormethyltestosteron zu sich genommen.  Das IOC disqualifizierte ihn deshalb rückwirkend von den Olympischen Spielen 2012.